# ∞-catégorie stable
 (janvier 2025).
En théorie des catégories, une branche des mathématiques, la notion d'∞-catégorie stable est une axiomatisation des propriétés essentielles de la catégorie des spectres (apparaissant en théorie de l'homotopie stable). Les ∞-catégories stables sont également les analogues en théorie des catégories supérieures des catégories abéliennes.

## Définition formelle
Une ∞-catégorie stable est une ∞-catégorie vérifiant les conditions suivantes :
1. Elle admet un objet nul.
2. Chaque morphisme admet une fibre et une cofibre.
3. Un triangle est une suite-fibre si et seulement s'il s'agit d'une suite-cofibre.

Une ∞-catégorie stable admet toutes les limites et colimites finies. De plus, la catégorie homotopique d'une ∞-catégorie stable est triangulée.
Exemples : l'∞-catégorie dérivée d'une catégorie abélienne et l'∞-catégorie des spectres Sp sont toutes deux stables.

## Stabilisation
Pour toute ∞-catégorie pointée C avec toutes les limites finies, il existe une ∞-catégorie stable Sp(C) munie d'un foncteur exact à gauche (i.e. préservant les limites finies) vers C, universelle avec propriété. Cette ∞-catégorie est donc unique (au sens de la théorie des ∞-catégories) et est appelée la stabilisation de C. Elle peut être décrite plus explicitement comme l'∞-catégorie des objets en spectres de C. En particulier, l'∞-catégorie des spectres Sp est la stabilisation de l'∞-catégorie {\displaystyle {\mathcal {S}}^{\mathrm {fin} }}des types d'homotopie (ou ∞-groupoïdes) finis.

## t-structures et groupes d'homotopie
Par définition, la donnée d'une t-structure sur une ∞-catégorie stable est celle d'une t-structure sur sa catégorie homotopique. Une telle donnée permet de définir les groupes d'homotopie de tout objet.
De plus, si C est une ∞-catégorie stable munie d'une t-structure, chaque objet filtré {\displaystyle X(i),i\in \mathbb {Z} }, de C induit une suite spectrale {\displaystyle E_{r}^{p,q}}, qui, sous certaines conditions, converge vers {\displaystyle \pi _{p+q}\operatorname {colim} X(i)}. Par la correspondance Dold-Kan, cela généralise la construction de la suite spectrale associée à un complexe de chaînes filtré de groupes abéliens.